# Габриел Солис
Габриел „Габи“ Солис (родена Маркез, преди Ланг) е една от четирите главни героини в сериала „Отчаяни съпруги“, излъчван по американската телевизия ABC. Ролята се изпълнява от Ева Лонгория Паркър, която е номинирана за Златен глобус в категорията Най-добра актриса в мюзикъл или комедиен сериал през 2006 г. В българския дублаж Габриел се озвучава от Татяна Захова.

## Ранни години
Габриел Маркез е родена в малък град в Мексико през 1976 г., в бедно семейство. Когато е на 5 години, баща ѝ е с диагноза рак и умира. На 15 години е изнасилена от втория ѝ баща, Алехандро, и напуска дома си на следващия ден. Нейната майка си мисли, че тя ревнува. 5 години по-късно тя прелъстява моден фотограф и става модел. Скоро след това, тя започва връзка с богаташа Карлос Солис, за когото се омъжва и се преместват заедно в предградията.

## Преглед
Габи е представна като суетна, повърхностна и материална, но вътрешно тя е учтива и грижлива, и обича приятелите си от Уистерия Лейн искрено и винаги им помага в кризи. Взема прибързано решенията си – първо действа, след това мисли, като първо мисли за себе си, след това за другите, но по-късно съжалява и поправя грешките си. Тя е много атрактивна и върти мъжете на малкия си пръст.

## Първи сезон
В началото Габи има връзка със своя градинар Джон Роуланд, който е тийнейджър. Габриел чувства, че Джон я дарява с любов, за разлика от Карлос, който никога не е там и е неспособен да изрази емоция. Карлос обаче заподозрява Габриел в изневяра, и моли майка си, Хуанита, да ги посети и да хвърля по едно око на Габи. Тя прави всичко възможно, за да държи Хуанита настрана, но тя снима Габриел и Джон. Джон я преследва за фотоапарата, но не гледайки къде точно отива, тя е блъсната от кола, шофирана от Андрю ван де Камп (който е пиян) и изпада в кома. Габриел разполага с фотоапарата, но е принудена да признае на майката на Джон, Хелън, за връзката им, след като Хелън мисли че Сюзън спи със сина ѝ.
Габриел разбира, че е бременна в резултат на подменените и противозачатъчни с бонбони. Тя го напуска след като открива истината и го изнудва да се грижи за бебето

## Втори сезон
Карлос е в затвора и отказва да прости на Габи за изневярата. В случай че тя се извини, той би ѝ простил. Габриел загубва бебето след като пада по стълбите бягаща от Кейлъб Апълуайт.